# Південна група (Чистякове)
Південна Група — місцевість та у 1937—1959 роках адміністративний район міста Чистякового. Засноване не пізніше 1937 року в південно-східній частині сучасного міста з території приєднаного 4 січня 1933 року до Чистяківської міської ради селища шахт «Південна група», основою якого послужила закладена в 1926 році шахта імені Лутугіна та селище, яке з'явилося разом із шахтою («Лутугинське селище»). Сама шахта була названа на честь російського вченого-геолога Лутугіна (1864–1915).
На території району знаходились: шахта імені Лутугіна, клуб імені Щорса, школа № 7. Пізніше в районі Південної групи з'явилися шахта імені Кисельова, селища шахт № 25-27, селища П'ятихатки та Центральне.
Райони міста Чистякове були ліквідовані 21 січня 1959 року.